# Stanley G. Weinbaum
Stanley Grauman Weinbaum (ur. 4 kwietnia 1902 w Louisville, zm. 14 grudnia 1935 w Milwaukee) – amerykański pisarz science-fiction.

## Życiorys
Urodził się w Louisville, Kentucky, dorastał w Milwaukee. Był absolwentem wydziału inżynierii chemicznej na University of Wisconsin-Madison.
Pierwsze opowiadanie opublikował w lipcu 1934; napisał ich łącznie ponad 20. Zapowiadał się jako jeden z najbardziej obiecujących talentów pierwszej połowy XX w., zmarł jednak na raka w rok po debiucie. Nowością w jego opowiadaniach było wprowadzenie pozytywnej, sympatycznej postaci kosmity (strusiowatego Marsjanina Twilla).
Po śmierci autora wydano jego opowiadania w zbiorach The Red Peri & Others (1952), The Best of Stanley G. Weinbaum
(1974) i A Martian Odyssey (1949); drugie wydanie zbioru pod tym samym tytułem, z 1974, różni się od pierwszego i zawiera wszystkie opowiadania Weinbauma. Najbardziej znanym z opowiadań jest Odyseja Marsjańska. Proteus Island jako jedno z pierwszych dyskutuje problem manipulacji genetycznych na ludziach; z kolei Drapieżna planeta (oryg. Parasite Planet) przedstawia formy życia na Wenus, niebezpieczne dla ludzi, ale ze względu na uwarunkowania przyrodnicze, nie zaś ich złą naturę. Post-apokaliptyczne opowiadanie Dawn of Flame związane jest z powieścią The Black Flame (wydaną 1939), w której pozostali przy życiu na zniszczonej planecie ludzie odkrywają sekret nieśmiertelności.
Powieści Weinbauma, choć mniej udane niż opowiadania, zdradzają duży, nierozwinięty w pełni talent. The Dark Other (wyd. 1950) to uwspółcześniona wersja Dr Jekyll and Mr Hyde, najlepsza zaś The New Adam (wyd. 1939) to historia człowieka o nadludzkich możliwościach, który usiłuje urządzić sobie życie wśród zwykłych ludzi.
W 1973 jego imieniem nazwano krater na Marsie.
Polskie wydania
- Odyseja marsjańska, wydawnictwo Iskry, 1985, seria SF zeszyt 3 (zawartość: Odyseja marsjańska, Dolina marzeń, Zwariowany księżyc), ISBN 83-207-0716-1.
- Lotofagi, wydawnictwo Iskry, 1985, seria SF zeszyt 4 (zawartość: Drapieżna planeta, Lotofagi, Światy warunkowe), ISBN 83-207-0746-3.